# Epinephelus chlorostigma
Epinephelus chlorostigma és una espècie de peix de la família dels serrànids i de l'ordre dels perciformes.

## Morfologia
Els mascles poden assolir els 75 cm de longitud total.

## Distribució geogràfica

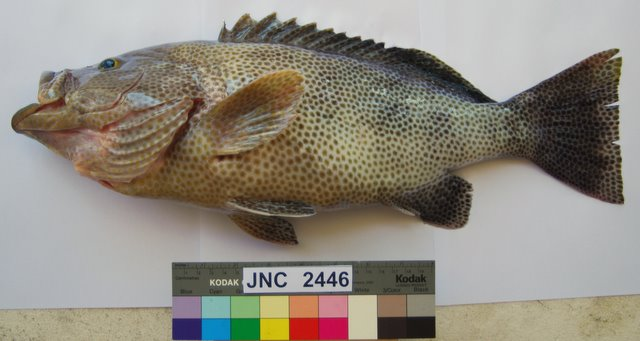
Epinephelus chlorostigma (Nova Caledònia)

Es troba des del Mar Roig fins a KwaZulu-Natal (Sud-àfrica), l'oest del Pacífic, el sud del Japó i Nova Caledònia.